# 도요노정 (구마모토현)
도요노정(일본어: 豊野町)은 일본 구마모토현 중부에 있던 정이다.
2005년 1월 15일, 우토군 미스미정, 시라누히정 및 시모마시키군 마쓰바세정, 오가와정과 합병해 우키시가 되었기 때문에 자치체로서는 소멸하였다. 이후 우키시 도요노정이 되었다.

## 역사
- 1889년 4월 1일 - 정촌제 시행에 수반해 도요노촌이 성립하였다.
- 2000년 7월 1일 - 정으로 승격해 도요노정이 되었다.
- 2005년 1월 15일 - 미스미정, 시라누히정 및 시모마시키군 마쓰바세정과 합병해 우키시가 성립하였다.

## 교통

### 도로
- 국도 218호선

## 참고 문헌
- 角川日本地名大辞典編纂委員会, 『角川日本地名大辞典 43 熊本県』1987, 角川書店